# Trạm năng lượng Kelenföld

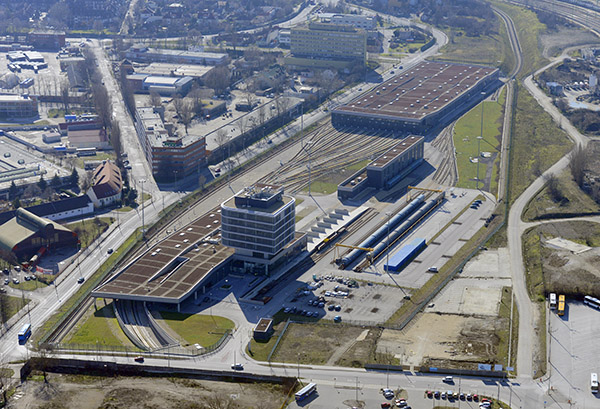
Quần thể trạm năng lượng Kelenföld

Trạm năng lượng Kelenföld (Tiếng Anh: Kelenföld Power Station) là một trong những trung tâm năng lượng hiện đại và tiên tiến nhất khu vực Âu Châu vào đầu thế kỷ XX. Đây là một trạm năng lượng điện có quy mô lớn với công suất hoạt động cao và có một mô hình kiến trúc rất độc đáo. Ngày nay, trạm năng lượng này được thiết kế theo phong cách Art Deco. Ngày nay, trạm năng lượng này đã không còn được sử dụng để vận hành năng lượng, nhưng được chuyển nhượng lại cho các công ty cổ phần và trở thành một di sản có tính lịch sử và là địa điểm tham quan của nhiều du khách và nhà sử học đến để nghiên cứu thực địa. Trạm năng lượng tọa lạc tại Hengermalom, thủ đô Budapest, Hungary.

## Lịch sử
Năm 1914, trạm năng lượng mở cửa để đi vào hoạt động.
Từ năm 1927 đến năm 1929, trạm năng lượng được thiết kế và giám sát quá trình xây dựng bởi hai nhà kiến trúc người Hungary là Kálmán Reichl (1879-1926) và Virgil Borbíró (1893-1956).

## Cấu trúc
Dáng dấp của tòa nhà trạm năng lượng này mang một phong cách cổ điển và có tính đối xứng cao giữa những phần khác nhau. Đặc biệt, phần mái vòm bằng kính cho phép những tia nắng ban ngày chiếu vào để rọi sáng và khiến cho cảnh quan bên trong thêm đẹp đẽ.